# Antón Corral
Antón Corral Martínez (La Coruña, 11 de julio de 1936), es un gaitero y artesano de instrumentos musicales gallegos.

## Trayectoria
Antón Corral entró en contacto con la música en el colegio, en el colegio Santo Anxo de Lugo, donde aprendió solfeo y se inició en la bandurria. Nació así su interés por los instrumentos tradicionales, en los que continuó formándose a través de Antonio Sandar, que formaba parte del grupo Os Amigos de Lugo y con quien aprendió a tocar la gaita y el clarinete. 
Su primera actuación fue con un grupo de jóvenes llamado Os Garabullos do Alto. Durante su servicio militar tocó el clarinete en la banda militar. Tras licenciarse se sumergió en el mundo de la gaita, y tocó con los Modernos y Os montes, ambos de Lugo. Paralelamente tocó con la Sección Femenina e impartió clases de gaita en Cantigas y Frores . 

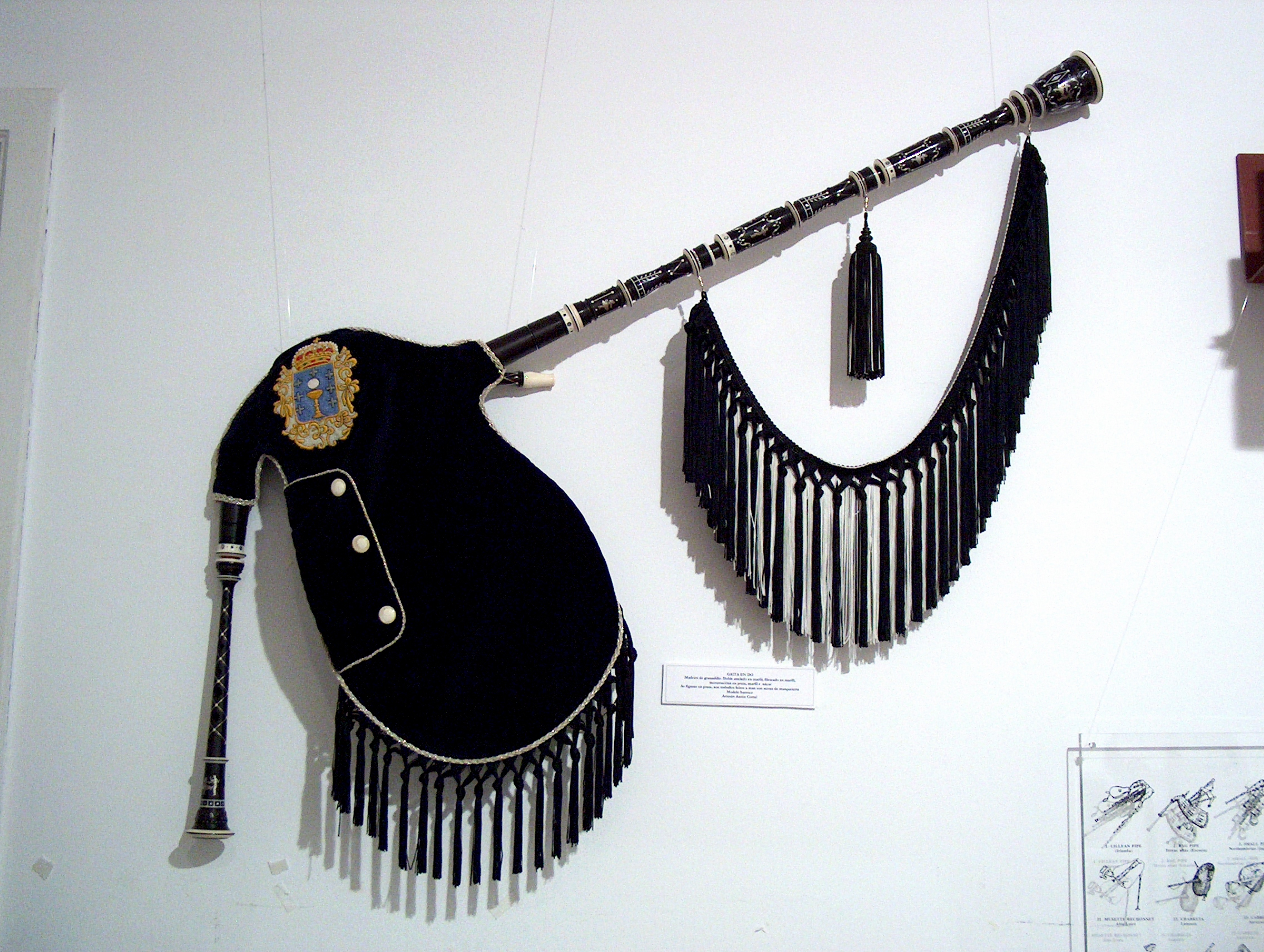
Gaita construida por Antón Corral.

Se desempeñó como agente comercial, pero tuvo que abandonar este trabajo por problemas de salud. Animado por el veterano gaitero conquense conocido como O Patelas, inició de forma autodidacta su labor como artesano en 1974 en Lugo. En 1979 acudió a Ortigueira convocado por la Escuela de Gaita. Sin embargo, debido a la falta de apoyo económico se traslada de nuevo a Lugo, donde intenta formar equipo con antiguos alumnos como Carracedo, Ramón Casal, y su hijo Carlos Corral. 
Inicialmente tuvieron intención de formar una cooperativa , pero esta idea no properó. En su lugar, formaron un obradoiro (taller) artesanal llamado Soutelo de Montes. En 1983, Antón Corral se traslada a Vigo para dirigir el Taller-Escuela de Instrumentos de la Universidad Popular de Vigo. Allí trabajó hasta el año 2000, cuando se jubiló y dejó al frente del taller a su hijo Carlos Corral. 
En el obradoiro de Corral se produjeron importantes avances en la organología de la gaita: nuevas tonalidades, mejoras en el timbre y afinación de los punteros, etc.. Asimismo, en él se formaron destacados artesanos y gaiteros como Carlos Núñez, Xosé Manuel Budiño o Anxo Pintos. Con los alumnos del colegio, Antón Corral formó en 1984 la banda de gaitas Xarabal, una de las primeras bandas de gaitas gallegas. 
Ya jubilado, abrió un nuevo obradoiro en Tui,  donde continúa trabajando junto a su nieto Ramón Corral. 

## Premios y reconocimientos
- Premio Artesano Distinguido otorgado por La obra sindical de artesanía (Madrid, 1977).
- Premio de Diseño del Ateneo de Orense (Orense, 1983).
- Premio Reconquista de Vigo concedido por el Ayuntamiento de Vigo (1990).
- Premio Gaita de Oro del Ateneo de Ferrol (Ferrol, 1996).
- Premio de la Crítica Musical. Círculo Ourensán de Vigo (Vigo, 2001).
- Premio Vigués Distinguido, concedido por el Ayuntamiento de Vigo (2001).
- Premio de Opinión, otorgado por la Asociación de Gaiteros de Galicia (2009).
- Premio Rincón de Paja, del programa de Radio Gallega Lume na Palleira (2010).
- Premio de música Var con V, otorgado por Var con V de Moaña (2013).
- Premio Honorífico de Música Martín Códax (Pontevedra, 2016 ). [7]

En enero de 2018 se celebró en el Teatro Municipal de Tui una gala en honor a Antón Corral, a la gala asistieron algunos de sus antiguos alumnos como Carlos Núñez, Anxo Lorenzo, Anxo Pintos, Pancho Álvarez, junto con la gaita Xarabal, la el grupo Santa Columba de Ribadelouro, y las bandas de gaitas Lembrances da Terra de Guillarei y Arume de Malvas. En ese mismo año pronunció el pregón de las fiestas patronales de Tui. 